# Rothia lasti
Rothia lasti är en fjärilsart som beskrevs av Rothschild 1896. Rothia lasti ingår i släktet Rothia och familjen nattflyn. Inga underarter finns listade.